# شيخ جان
شيخ جان هي قرية في مقاطعة مراغة، إيران. عدد سكان هذه القرية هو 250 في سنة 2006.